# Доротея Горянська
Доротея Горянська (сербохорв. Doroteja Gorjanska, угор. Garai Dorottya; 1410, Буда, Угорське королівство —  19 чи 24 вересня 1438, Бобовац, Королівство Боснія) — угорська дворянка, яка стала королевою Боснії після одруження з королем Твртко II у 1428 році.

## Біографія
Доротея народилася в родині Гараїв, могутньої знатної родини Угорського королівства. Вона була однією з дочок Джона Гараї, іспана (графа) округу Темеш і бана (губернатора) боснійського регіону Усора. Можливо, Дороті була знайома з угорським королівським двором завдяки родинним зв’язкам, її дядько був палатином і шурином короля Сигізмунда. 
Доротея наприкінці 1420-х років проживала в римсько-католицькій єпархії Печ.  У той час король Боснії Твртко II виявив, що опозиція його васалів ставить під загрозу його трон. Дворяни були стурбовані тим, що угорський союз спровокує напад османів, і що угорці допоможуть йому зміцнити свою владу. Твртко відповів ще більшим зміцненням свого союзу з угорцями; Сигізмунд запропонував йому одружитися з Доротеєю, і Твртко погодився. 

## Шлюб

### Заручини і весілля

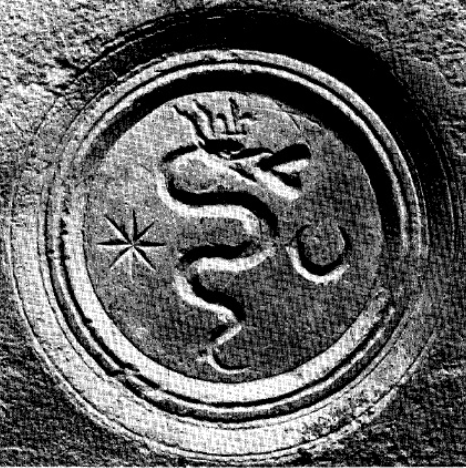
Змія, що поглинає серце, герб королеви Дороті, як зображено на артефакті, знайденому в каплиці Бобовац

Заручини не відразу отримали підтримку Римсько-католицької церкви, оскільки релігійні переконання Твртко були недостатньо чіткими. Він визнав, що його піддані були «хисткими християнами», які часто змінювали прихильність Католицької Церкви до Боснійської Церкви або навіть Східної Православної Церкви. Твртко вдалося розвіяти сумніви щодо його лояльності до Папи Римського, і шлюб відбувся.   
Інформація про королівське весілля походить з документів, виданих установами Республіки Рагуза. Рагузькі патриції прагнули дізнатися якомога більше про наречену боснійського короля. Весільні гуляння тривали кілька днів.  Багато боснійських дворян, у тому числі Великий князь Сандал Гранич Косача, відмовилися бути присутніми на знак протесту.  Рагузькі представники 31 липня попросили молоду королеву прибути до Підвисоких  отримати подарунки.   Нова королева супроводжувала свого чоловіка під час його візиту до родини Косачів у Благаї, щоб налагодити стосунки між васалом і сюзереном навесні 1429 року 

### Королівство
Доротея була покровителькою мистецтва. Рагузька влада зверталася як до королеви, так і до короля, намагаючись підлеститися їй, надсилаючи дорогі подарунки та підкреслюючи тісні стосунки її родини з Республікою. Енергійна мистецька діяльність при королівському дворі в Бобоваці під час царювання Доротеї пов’язана або з нею особисто, або з бажанням Твртко догодити їй. 
У 1432 році Папа Римський Євгеній IV послав святого Якова Маркського реформувати францисканську провінцію Босна Сребрена та знищити боснійську церкву. Він став вікарієм і повноправним інквізитором Боснії в 1435 році і залишався в королівстві ще чотири роки. Його агресивному підходу до боснійської церкви рішуче спротивився король Твртко, але, здається, його головним ворогом була королева. Зрештою вона втомилася від спроб позбутися його і замість цього уклала мир зі святим. Обставини, за яких було санкціоновано її шлюб із Твртко, свідчать про її лояльність до католицької церкви. Однак вони вказують на те, що вона мала великий вплив на релігійну політику свого чоловіка. 

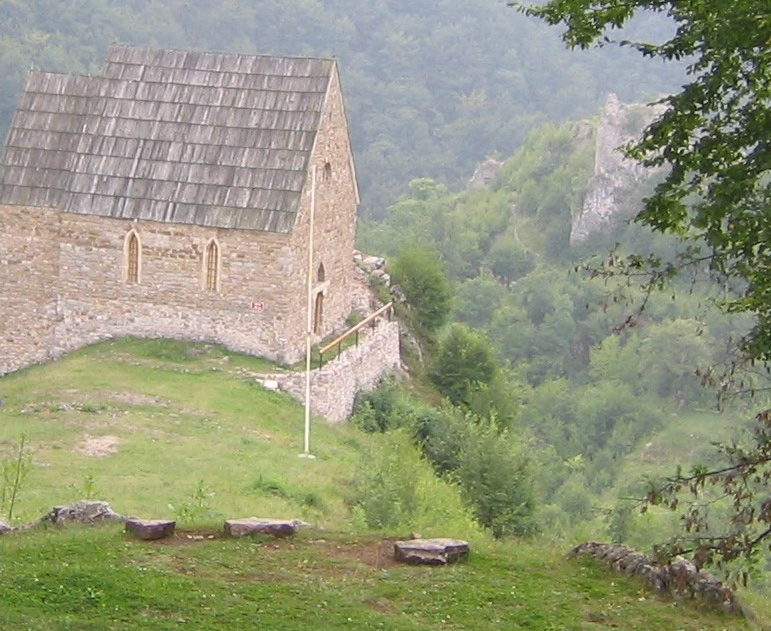
Реконструйована каплиця в Бобоваці, спочатку побудована, ймовірно, для королеви Доротіеї

Шлюб Доротеї та Твртко був укладений з політичних причин, але рагузькі звіти про їхні весільні гуляння та її смерть, яка відбулася між 19 і 24 вересня 1438 року, свідчать про щиру прихильність короля до своєї дружини. Її поховали в каплиці Бобовац, яка, ймовірно, була побудована для неї. Незважаючи на проблеми з успадкуванням, її чоловік не одружувався повторно і був похований поруч з нею через п’ять років. Антропологічні дослідження показують, що їй було двадцять років, коли вона померла. 
Невідомо, чи були у Дороті діти. Зазвичай припускають, що пара була бездітною. Археологічні розкопки в 20-му столітті привели до виявлення дитячої могили між могилами Твртко і Доротеї, це вказує на те, що у них могла бути дитина, яка померла незабаром після народження.  